# Snel geld
Snel geld is de vertaalde roman van Jens Lapidus uit 2009, met de Zweedse titel Snabba cash. Het is het eerste  deel van de Stockholmtrilogie, met als opvolgers de delen Bloedlink en Val dood. Het dragende verhaal is de exploderende cocaïnehandel in Stockholm.

## Verhaal
Er zijn verschillende verhaallijnen en sommige personages spelen in meerdere verhalen een rol. De drie hoofdpersonen zijn:
- De Chileen Jorge Salinas Barrio wordt tot drie jaar cel veroordeeld omdat op zijn naam een loods is gehuurd waar cocaïne werd  gevonden.  Als betrouwbare katvanger neemt hij de schuld op zich, door te stellen onschuldig te zijn maar tegelijkertijd zijn opdrachtgever niet te noemen. Hij ontsnapt op spectaculaire wijze uit  de gevangenis en neemt zijn plaats weer in binnen de onderwereld  van Stockholm. Jorge verzamelt compromitterend beeldmateriaal van een seksfeestje van Zweedse notabelen. Hij schiet pooier Zlatko Petrovic en hoerenmadam Jelena Lukic van een bordeel dood en treft maanden later op hun bedrijfscomputer Camilla Westlund aan.
- Getuige Mrado Slovovic. Hoewel feitelijk eigenaar van de loods en de cocaïne gaat hij vrij uit in de strafzaak. Als Jorge ontsnapt uit de gevangenis en wat geld en een paspoort van hem eist, geeft hij hem een ongenadig pak slaag en laat hem halfdood achter in een bosperceel. Jorge wordt gered door Johan Westlund. Zelf valt Mrado in ongenade bij zijn baas Radovan Kranjic, nadat hij op kundige wijze vrede heeft gesticht tussen de rivaliserende bendes. Het verdelingsplan van de misdadige activiteiten naar plaats en onderwerp was hard nodig, omdat de politie van Stockholm plan NOVA had gelanceerd. Dat behelst het op de huid zitten en arresteren van de 150 grootste criminelen.
- Johan Westlund. Hij komt van het Zweedse platteland en studeert economie in Stockholm. Hij heeft daar grote financiële moeite om zijn levensstijl aan te passen aan die van zijn studievrienden, die uit de jetset komen. Hij heeft een baantje als illegale taxichauffeur maar raakt in goeden doen als hem door Abdulkarim wordt gevraagd cocaïne voor hem te gaan verkopen. Als cocaïnedealer tilt hij de jetsetfeesten naar het gewenste niveau en het snelle geld stroomt binnen. Zijn grootste afnemer is Carl Malmer, beter bekend als Jetset Carl, de ongekroonde koning van Stureplan. Hij past zijn collegelessen toe door een witwas methode via het eiland Man volledig operationeel uit te werken. Via zijn jetsetvriendin Sophie komt hij zelfs op foto’s van het verjaardagsfeest van prinses Madeleine.

Het boek begint met de ontvoering van een dan nog  anonieme joggende Zweedse jonge vrouw. De rest van het boek is haar broer Johan Westlund op zoek naar zijn vier jaar eerder spoorloos verdwenen zus Camilla. Hij komt in de loop van het boek niet verder dan  een rit in een gele Ferrari en een leraar van haar avondschool, die verdacht hoge cijfers gaf. Aan het eind van het boek vertelt Jorge hem dat ze in handen was gevallen van de Joegoslaven, die op dat moment Jorge, Johan en Abdulkarim hebben overvallen en vastgebonden. 
Johan Westlund wordt steeds rijker als cocaïneverkoper  en rekruteert Jorge in opdracht van Abdulkarim. De zaken gaan goed en ze besluiten zelf cocaïne te importeren uit Brazilië. De eerste 1600 gram komen via de handvatten  van een koffer binnen, maar de politie is op de hoogte en arresteert een bijrijder, maar Jorge ontsnapt rennend met de drugs. Een tweede transport bevat 100 kilo cocaïne, verstopt in kool uit Engeland. Via een tip van Johan Westlund kan de Joegoslaaf Nenad Korhan, de oude dealer van Abdulkarim, met zijn makker Mrado Slovovic in een loods het transport overvallen. Omdat Johan ter plekke van Jorge hoort dat deze Joegoslaven zijn zus gruwelijk hebben misbruikt kiest hij weer partij voor Jorge en Abdulkarim. De Zweedse politie maakt met traangas een eind aan de aan de gang zijnde schietpartij. Jorge ontsnapt voor de derde keer. Hij stuurt Johan in de gevangenis geld via het eiland Man en ook een ansichtkaart uit Thailand, waar hij heen is gevlucht. Mrado hoort in de gevangenis dat er een prijs op zijn hoofd is gezet. Hij vermoedt dat zijn chef Radovan erachter zit, maar het is in werkelijkheid Johan die het geld van Jorge op deze manier aanwendt. Mrado en Nenad waren eerder gedegradeerd door Radovan Kranjic en vervolgens voor zich zelf begonnen. Het cocaïnetransport uit Engeland zou hen 100 miljoen kronen hebben opgeleverd.

## Verfilming
De trilogie werd in Zweden verfilmd als Snabba cash (2010), Snabba cash II (2012) en Snabba cash III (2013). Later verscheen ook als Netflix-serie Snabba Cash in 2021.